# Colpo di stadio
Colpo di stadio (Golpe de estadio) è un film del 1998 diretto da Sergio Cabrera.

## Trama
Una compagnia petrolifera ha installato un impianto di ricerca geologica in una piccola località colombiana, denominata Nuevo Texas, che presto diviene teatro di scontri tra un piccolo gruppo di guerriglieri e la polizia. Le ostilità verranno interrotte in occasione della trasmissione dell'ultima partita delle qualificazioni al campionato del mondo 1994 tra Argentina e Colombia.

## Riconoscimenti
- 2000 - Premi Goya
  - Nomination miglior film straniero in lingua spagnola